# محوطه دره فرض ا۰۰۰
محوطه دره فرض ا۰۰۰ مربوط به دوران‌های تاریخی پس از اسلام است و در شهرستان تاکستان، بخش طارم، روستای میرخوند علیا واقع شده و این اثر در تاریخ ۱۰ مهر ۱۳۸۰ با شمارهٔ ثبت ۴۱۲۲ به‌عنوان یکی از آثار ملی ایران به ثبت رسیده است.